# Arethaea phantasma
Arethaea phantasma är en insektsart som beskrevs av Rehn, J.A.G. och Morgan Hebard 1914. Arethaea phantasma ingår i släktet Arethaea och familjen vårtbitare. Inga underarter finns listade i Catalogue of Life.